# Flughafen Djanet-Tiska

i7
i11
i13
Der Flughafen Djanet-Tiska (französisch Aéroport de Djanet–Tiska, arabisch مطار جانت تيسكا, IATA-Code: DJG, ICAO-Code: DAAJ) ist ein Flughafen und Luftwaffenstützpunkt in Algerien.
Er liegt 33 km südlich der Oasenstadt Djanet, dem Hauptort der gleichnamigen Provinz im äußersten Südosten von Algerien in der Sahara an der Grenze von Libyen und Niger und hat zwei Start- und Landebahnen, RWY 12/30 mit einer Länge von 3000 Metern und RWY 02/20 mit 2400 Metern. Der Flughafen wurde nach dem Namen des Berges Tiska benannt, der etwa 50 km südlich des Flughafens liegt und eine Höhe von 1553 Meter hat.
Der Flughafen wird von der EGSA verwaltet.

## Fluggesellschaften und Ziele
Air Algérie fliegt regelmäßig nach Algier, Tamanrasset und Ouargla.

## Zwischenfälle
- Am 2. Mai 1976 wurde eine Convair CV-640 der Air Algérie (Luftfahrzeugkennzeichen 7T-VAH) auf dem Flughafen Djanet-Inedbirene irreparabel beschädigt. Nähere Einzelheiten sind nicht bekannt. Personen kamen nicht zu Schaden. Die Maschine war vorher von 1957 bis 1968 als D-ACIB bei Lufthansa geflogen.[2]